# 25478 Shrock
25478 Shrock è un asteroide della fascia principale. Scoperto nel 1999, presenta un'orbita caratterizzata da un semiasse maggiore pari a 2,3223861 UA e da un'eccentricità di 0,1280146, inclinata di 3,32448° rispetto all'eclittica.